# Bernard Meynadier
Pour les articles homonymes, voir Meynadier.
Bernard Meynadier, né le 19 avril 1938 à Saint-Germain-en-Laye, est un rameur d'aviron français.

## Palmarès

### Championnats d'Europe
- 1961 à Prague
  -  Médaille de bronze en huit

### Championnats du monde
- 1962 à Lucerne
  -  Médaille de bronze en huit[2]